# Giovanni Ricci (cardenal)
Giovanni Ricci (Montepulciano, 1 de novembre de 1498 - Roma, 3 de maig de 1574) va ser un cardenal italià, Arquebisbat de Pisa i després cardenal d'Albano i de Sabina.

## Biografia
Amb quinze anys, Giovanni Ricci fuig del domicili familiar per escapar a la venjança i al maltractament de la seva sogra. Va a Roma a casa de Tarugi, un noble de Montepulciano, amic del seu pare que intenta convèncer-lo per que torni amb els seus pares
Es ajudant del camarlenc i després camarlenc del cardenal Gian Maria Ciocchi del Monte, que es convertirà més tard en Papa amb el nom de Juli III.
Alguns anys més tard, entra al servei del cardenal Alexandre Farnèse. Aquest li encomana diverses missions diplomàtiques delicades entre França i el ducat de Borgonya. A continuació entra a l'estat eclesiàstic, primerament com protonotari apostòlic participantium, després com a clergue de la Cambra apostòlica l'any 1542. És nomenat internunci a Espanya i a Àustria.
És elegit arquebisbe de Siponto (Manfredonia) el 25 de 1544, nunci apostòlic a Portugal del 27 de juny de 1544 al 4 de març de 1550, però no entra a Lisboa abans de setembre. El 20 de febrer 1545 és traslladat a l'arxidiòcesi de Chiusi amb el títol d'arquebisbe ad personam, i comandatari de S. Sabino de Monterono a Pise.
Giovanni Ricci és fet cardenal-prevere per Juli III en el Consistori papal del 20 de novembre de 1551 i rep la tonsura i el títol de Sants Vital, Gervais i Protais el 4 de desembre de 1551.
Participa en diversos conclaves. Els de 1555 que van permetre l'elecció del papa Marcel II i de Pau IV, el de 1559 que veu l'elecció de Pius IV, el de 1565-1566 que veu arribar Pius V i finalment l'any 1572, que elegeix Gregori XIII.
Entre 1563 i 1564, és Camarlenc del Col·legi Cardenalici.
L'any 1564, el cardenal Giovanni Ricci compra una vinya al mont Pincio a Roma. amb una vil·la i un jardí. Hi realitza fastuosos treballs, però no els veurà mai acabats. Després de la seva mort, la vil·la és tornada a comprar pel cardenal Ferran I de Mèdici. Esdevindrà la Vil·la Mèdici.
Elegit l'any 1567 arquebisbe de Pisa (Itàlia) i Primat de Còrsega i Sardenya.
Compra alguns fragments de l'Ara Pacis, amb l'objectiu de reconstruir-lo. Va morir a Roma l'any 1574 i la seva tomba és a la sagristia de l'església San Pietro in Montorio.